# 利斯河畔艾尔
利斯河畔艾尔（法語：Aire-sur-la-Lys，法語發音：[ɛʁ syʁ la lis]）是法国上法蘭西大區加来海峡省的一个市镇，位于该省北部偏西，属于圣奥梅尔区。

## 地理
利斯河畔艾尔（50°38'19"N, 2°23'48"E）面积33.38 平方千米，位于法国上法蘭西大區加来海峡省，该省份为法国北部沿海省份，西北濒北海，南至索姆省，东临北部省。
与利斯河畔艾尔接壤的市镇（或旧市镇、城区）包括：伊斯贝格、朗布尔、马梅、圣奥古斯坦、罗克图瓦尔、圣韦南、维泰尔讷斯、维特、博斯盖姆、蒂耶讷、布莱西。

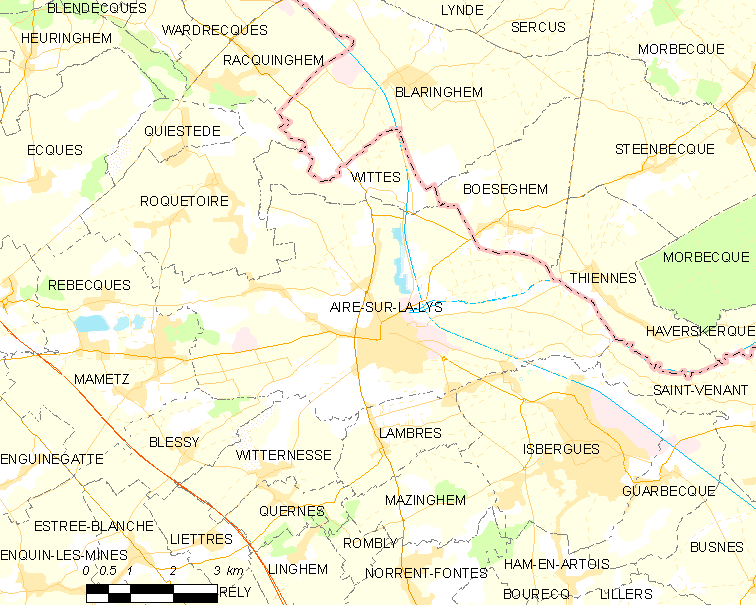
利斯河畔艾尔的OSM定位图

利斯河畔艾尔的时区为UTC+01:00、UTC+02:00（夏令时）。

## 行政
利斯河畔艾尔的邮政编码为62120，INSEE市镇编码为62014。

## 政治
利斯河畔艾尔所属的省级选区为利斯河畔艾尔县。

## 人口

1962-2008年间利斯河畔艾尔人口变化图示

利斯河畔艾尔于2022年1月1日时的人口数量为9568人。